# Most Grunwaldzki w Bydgoszczy
Most Grunwaldzki w Bydgoszczy – most drogowy nad Kanałem Bydgoskim.

## Lokalizacja
Most znajduje się w zachodniej części Bydgoszczy w ciągu ulicy Grunwaldzkiej, spinając osiedla Okole i Czyżkówko. W sąsiedztwie znajduje się wiadukt, którym przebiega linia kolejowa nr 131 (magistrala węglowa).
Przeprawa stanowi fragment miejski dróg krajowych nr 25 i 80.

## Historia
Obiekt wybudowano w 1915 roku po budowie nowego odcinka Kanału Bydgoskiego ze śluzami Okole i Czyżkówko. Był to most drogowo-kolejowy, gdyż oprócz szosy do Nakła mieściły się tam również tory kolejki wąskotorowej do Koronowa (zbudowanej w 1885 r.). Konstrukcja była stalowa, kratownicowa. W 1926 r. w dokumentach nazywany był mostem Grunwaldzkim.
W czasie kampanii wrześniowej 1939 roku, most został zniszczony. Rok później przeprawę całkowicie rozebrano i w jej miejscu wzniesiono drogowy most drewniany. Kolej z Koronowa kursowała tylko do Czyżkówka. Pod koniec 1940 r. Niemcy zbudowali również drewniany most kolejowy dla potrzeb kolei wąskotorowej. W takim kształcie przeprawa funkcjonowała także w latach powojennych.
W 1954 roku most odbudowano na podstawie projektu inż. Lecha Wanglera. Był to most drogowy z dwoma pasami ruchu i chodnikami dla pieszych, którym odbywał się ruch tranzytowy w kierunku Piły i Szczecina. Nawierzchnię drogową wykonano z kostki granitowej. Stojący obok most kolejowy rozebrano pod koniec lat 60. XX w. po likwidacji kolei wąskotorowej Bydgoszcz-Koronowo.
W 2002 roku w sąsiedztwie został wybudowany nowy most św. Antoniego, który przejął ruch z jednego pasma ulicy Grunwaldzkiej.
W latach 2008–2009 na zlecenie ZDMiKP Bydgoszcz przeprowadzono remont obiektu według projektu mgr inż. Zbigniewa Bartnikowskiego z firmy Trab-Mosty z Gdyni. Polegał on na zwiększeniu nośności mostu oraz zwężeniu jezdni, którym odtąd odbywał się ruch jednokierunkowy. Prace wykonała firma Most Sp. z o.o. z Sopotu.

## Dane techniczne
Konstrukcję nośną stanowi pięć dźwigarów żelbetowych o zmiennej wysokości w rozstawie osiowym 2,25 m, na których ułożono płytę pomostu. Most składa się z trzech przęseł o rozpiętościach: 9 m – skrajne i 34 m – środkowe. Oś mostu krzyżuje się ukośnie z osią Kanału Bydgoskiego (kąt 48º). Podporami skrajnymi są betonowe przyczółki, a środkowymi – filary żelbetowe posadowione na palach. Nośność obiektu wynosi 42 tony.
Obiektem dysponuje Zarząd Dróg Miejskich i Komunikacji Publicznej w Bydgoszczy.

## Nazwa
Po zakończeniu remontu mostu, 28 września 2011 roku Rada Miasta Bydgoszczy nadała mu nazwę „most Grunwaldzki”, co nawiązuje do nazwy przedwojennej oraz ulicy, dla której most zbudowano.